# Эрраки, Иссам
Иссам Эрраки (араб. عصام الراقي‎; фр. Issam Erraki; 5 января 1981, Рабат, Марокко) — марокканский футболист, полузащитник клуба «Иттихад» из Танжера.

## Карьера
Зухейр родился в городе Рабат и начал заниматься футболом в составе клуба «Стад Марокайн». В 2005 года стал игроком клуба «Унион Турага», за который играл сезон. Следующим клубом полузащитника стал саудовский «Аль-Халидж». Однако, в том же году, покинул клуб и вернулся на родину, в клуб ФАР из города Рабат. Спустя четыря года вернулся в Аравию, в клуб «Аль-Вахда» (Мекка).